# デヴィッド・ゴラブ
デヴィッド・ゴラブ（David Golub, 1950年3月22日 - 2000年10月16日）は、アメリカ合衆国出身のピアニスト、指揮者。
シカゴに生まれたが、幼少期にダラスに引っ越した。アマチュア音楽家だった父親に音楽の手ほどきを受け、５歳からピアノを始める。地元でベティ・リーフ・シムスとアレクサンダー・ウニンスキーに師事し、14歳でジュリアード音楽院の予備科への入学を許されたが18歳までダラスに留まった。18歳の時にジュリアード音楽院に進学し、ベヴァリッジ・ウェブスターの下で研鑽を積んだ。音楽院在学中よりマールボロ音楽祭に参加し、指揮に興味を持つ一方でレナード・ローズと共演して室内楽分野での知見も広めた。またローズとの繋がりから、1981年にアイザック・スターンの中国訪問時の伴奏ピアニストに抜擢されている。1982年からマーク・カプランとコリン・カーと共にピアノ三重奏団を結成。指揮者としては1994年から翌年にかけてパドヴァ・ヴェネト管弦楽団に客演し、当オーケストラの1999年のアメリカ演奏旅行にも随行した。
ミラノにて肺がんにより死去。